# John William De Forest
John William De Forest (* 31. März 1826 in Humphreysville (heute Seymour), Connecticut; † 17. Juli 1906 in New Haven, Connecticut) war ein amerikanischer Schriftsteller.
De Forests Roman Miss Revenel's Conversion from Secession to Loyalty ist einer der ersten realistischen Romane der amerikanischen Literatur.
Er verarbeitete darin seine Erfahrungen im amerikanischen Sezessionskrieg und verband Detailtreue und psychologische Genauigkeit mit melodramatischer Handlung.

## Werke (Auswahl)

### Romane
- Miss Revenel's Conversion from Secession to Loyalty (1867)
- Kate Beaumont (1872)
- Honest John Vane (1875)
- Playing the Mischief (1875)

### Briefe, Gedichte und Essays
- History of the Indians of Connecticut (1851)
- Poems (1902)
- A Volonteer's Adventures (hrsg. 1946)
- A Union Officer in the Reconstruction (hrsg. 1948)